# Stanley (Isole Falkland)

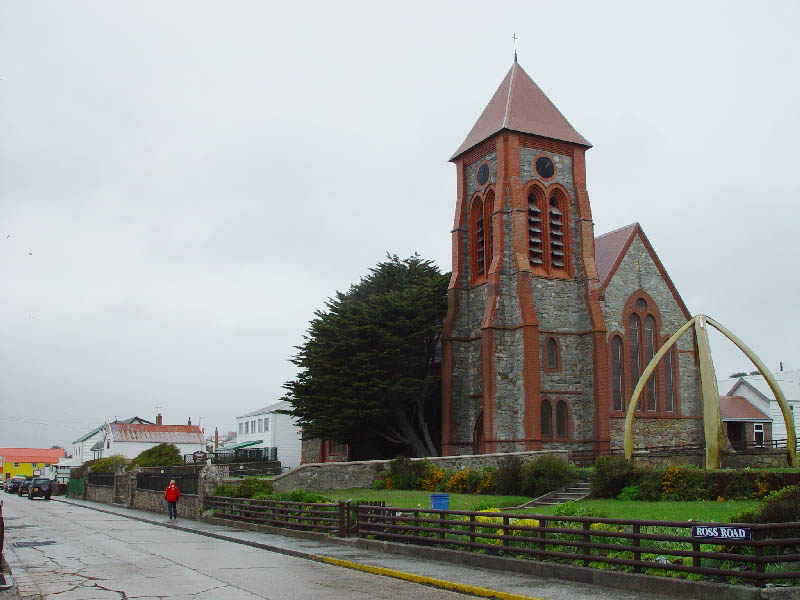
Cattedrale di Cristo (Christ Church Cathedral) di Stanley.

Stanley (in passato Port Stanley; in spagnolo Puerto Argentino) è il capoluogo e l'unica vera città delle Isole Falkland, situata sull'isola orientale. Al censimento del 2012, la città contava una popolazione di 2.121 abitanti; l'intera popolazione delle isole Falkland era 2.841 il giorno del censimento, 15 aprile 2012.

## Geografia fisica
Si trova nella regione più a nord-est delle isole, poco più a sud di Stanley Harbour, e ha una popolazione di circa 2.000 persone. È il centro amministrativo più a sud del mondo (a causa della sua popolazione tanto esigua, al suo posto viene molto spesso citata Wellington, la capitale della Nuova Zelanda).

## Storia
I lavori nel nuovo insediamento, che divenne capitale nel luglio 1845, iniziarono nel 1843. Il suo nome è in onore di Lord Stanley, allora Segretario di Stato britannico per la guerra e le colonie.
L'insediamento crebbe rapidamente come porto, inizialmente specializzandosi in riparazioni navali, poi diventando una base per la caccia alle balene e alle foche nell'Atlantico Meridionale, e un importante punto di rifornimento per la Royal Navy. Le navi che avevano base a Stanley furono coinvolte nella battaglia delle Falkland durante la prima guerra mondiale, e nella battaglia del Rio della Plata durante la seconda guerra mondiale.
Frane causate da intensive estrazioni di torba distrussero parte della città nel 1879 e nel 1886; la seconda uccise anche 2 persone.
Il 14 giugno 2022 ha ufficialmente ottenuto lo status di città, nell'ambito delle celebrazioni del Giubileo di platino della regina Elisabetta II.

## Infrastrutture e trasporti
Lo Stanley Airport, usato per voli internazionali e collegamenti con le basi britanniche in Antartide, fu aperto nel 1979 (precedentemente i voli interni erano effettuati con idrovolanti). Fu occupato dalle truppe argentine per circa dieci settimane nell'aprile del 1982 e ribattezzato Puerto Argentino. La struttura riportò danni prima di essere ripresa da una task-force britannica durante la Guerra delle Falkland. Il terreno circostante fu minato, e alcune aree rimangono ancora segnalate come campi minati.

## Caratteristiche
Oggi Stanley si trova al centro della rete stradale di East Falkland, ed è il principale centro commerciale delle isole, è dotato delle uniche piscina, scuola, ospedale e biblioteca dell'arcipelago.
Le principali attrazioni sono: il Museo delle Isole Falkland, il Palazzo del Governo, costruito nel 1845 e sede del Governatore delle Isole Falkland, la Cattedrale di Cristo, conosciuta per l'arco esterno fatto in osso di balena e per essere la terza chiesa più a sud nel mondo dopo quella di Grytviken sull'isola della Georgia del Sud e la Cappella delle Nevi in Antartide, un totem, diversi monumenti di guerra e i relitti nel porto.
A Stanley si trovano inoltre una ionosonda, la sede della Falkland Islands Broadcasting Station, ed anche numerose serre dove vengono coltivati ortaggi.
Gypsy Cove, conosciuto per la sua colonia di pinguini di Magellano, e Cape Pembroke, il punto più orientale delle Falkland, sono situati nei dintorni della città.